# Tour di Gigi D'Alessio
Questa pagina contiene tutti i tour del cantautore italiano Gigi D'Alessio.

## Riepilogo
| Periodo                        | Nome Tour                          | Album da promuovere | Concerti |
| ------------------------------ | ---------------------------------- | ------------------- | -------- |
| aprile 2001 - ?? 2002          | Il cammino dell'età Tour 2001-2002 | Il cammino dell'età | ??       |
| gennaio - settembre 2003       | Uno come te World Tour 2003        | Uno come te         | 47       |
| aprile - dicembre 2005         | Quanti Amori World Tour 2005       | Quanti amori        | ??       |
| novembre 2009 - primavera 2010 | Gigi D'Alessio World Tour 2009     | 6 come sei          | 27       |
| giugno - agosto 2010           | "Questo sono io" World Tour 2010   | Semplicemente sei   | 15       |
| luglio - novembre 2012         | Chiaro World Tour 2012             | Chiaro              | 19       |
| febbraio - ?? 2014             | Ora World Tour 2014                | Ora                 | 25       |

## Il cammino dell'età Tour 2001-2002
Il cammino dell'età Tour 2001-2002 è la tournée ufficiale, partita da Andria nell'aprile del 2001.

### Band
- Francesco D'Alessio:Tastiere
- Roberto D'Aquino: Basso elettrico
- Valeria Guida:cori
- Sabrina Guida:cori

### Date
Aprile
- 26/04/2001, Andria
- 28/04/2001, Palermo, Palasport
- 30/04/2001, Reggio Calabria, Palapentimele

Maggio
- 03/05/2001, Firenze, Palasport
- 05/05/2001, Torino, Palastampa
- 07/05/2001, Bologna, PalaMalaguti
- 10/05/2001, Montichiari, Palageorge
- 11/05/2001, Milano, Palavobis
- 14/05/2001, Roma, Palamarino

Luglio
- 09/07/2001, Dormiglione, Piazza Castello
- 13/07/2001, Napoli, Stadio San Paolo
- 15/07/2001, Gallipoli, Stadio Comunale
- 17/07/2001, Taranto, Ippodromo
- 21/07/2001, Latina, Stadio Comunale
- 29/07/2001, Torre del Lago, Grande Teatro

Agosto
- 02/08/2001, Arma di Taggia, Caserma Ravelli
- 04/08/2001, Orbetello, Parco Idroscalo
- 09/08/2001, Rossano, Stadio Comunale
- 11/08/2001, Pescara, Ex area Gaslini
- 13/08/2001, Riccione, Stadio Comunale
- 17/08/2001, Lamezia Terme, Stadio D’Ippolito
- 19/08/2001, Siracusa, Lido Sajonara
- 21/08/2001, Licata, Stadio Comunale

Ottobre
- 13/10/2001, Bari, Palasport
- 21/10/2001, Bellinzona (Svizzera), Palabasket
- 23/10/2001, Winterthur (Svizzera), Eulachalle
- 24/10/2001, Losanna (Svizzera), Metropole
- 25/10/2001, Friburgo in Brisgovia (Germania), Jazzhaus
- 27/10/2001, Monaco (Germania), Colosseum
- 28/10/2001, Ludwigsburg (Germania), Forum
- 29/10/2001, Mannheim (Germania), Capitol
- 30/10/2001, Colonia (Germania), Live music hall
- 31/10/2001, Liegi (Belgio), Palasport

Novembre
- 01/11/2001, Bruxelles (Belgio), Cirque Royal
- 02/11/2001, Colfontaine (Belgio), Palasport
- 03/11/2001, Berlino (Germania), Columbia fritz
- 04/11/2001, Hannover (Germania), Capitol
- 30/11/2001, Boston (Stati Uniti), Diplomat

Dicembre
- 01/12/2001, Atlantic City (Stati Uniti), Taj Mahal (Trump Casino)
- 02/12/2001, Atlantic City (Stati Uniti), Taj Mahal (Trump Casino)
- 07/12/2001, Montréal (Canada), Theatre Al Place des Arts
- 08/12/2001, Toronto (Canada), Theatre Hummingbird Center
- 30/12/2001, ??? (Stati Uniti), Diplomat

Gennaio
- 24/01/2002, Dortmund (Germania), Westfalhalle
- 25/01/2002, Reutlingen (Germania), Listhalle
- 26/01/2002, Arbon (Svizzera), Seeparksaal
- 27/01/2002, Francoforte (Germania), Jahrhunderthalle

## Uno come te World Tour 2003
Uno come te World Tour 2003 è la tournée ufficiale, partita da Palermo, e finita a Qualiano nel settembre 2003.
Segue l'uscita dell'album Uno come te.

### Band
- Carmine Napolitano: batteria
- Roberto D'Aquino: Basso elettrico
- Maurizio Fiordiliso: Chitarra classica
- Pippo Seno: chitarra elettrica
- Francesco D'Alessio e Roberto Della Vecchia:Tastiere
- Rosario Jermano:Percussioni
- Sabrina Guida:cori
- Antonio Carbone:cori

### Date
Gennaio
- 11/01/2003, Palermo, Palasport
- 12/01/2003, Acireale, Palasport
- 13/01/2003, Reggio Calabria, Palapentimele
- 15/01/2003, Andria, Palasport
- 16-17/01/2003, Caserta, Palamaggiò
- 18/01/2003, Eboli, PalaSele
- 19/01/2003, Silvi Marina, Fiera Adriatica
- 21/01/2003, Perugia, Palaevangelisti
- 23/01/2003, Torino, Palastampa
- 24/01/2003, Miano, Mediolanum Forum
- 25/01/2003, Padova, Palasport
- 27/01/2003, Modena, Palapanini
- 28-29/01/2003, Roma, Palaghiaccio di Marino
- 30/01/2003, Ancona, PalaRossini
- 31/01/2003, Firenze, Palasport

Febbraio
- 22/02/2003, Friburgo (Svizzera), Forum
- 23/02/2003, Colmar (Francia), Parc Expo

Marzo
- 08/03/2003, Bruxelles (Belgio), Forest National
- 12/03/2003, Colonia (Germania), E-Werk
- 14/03/2003, Francoforte sul Meno (Germania), Jahrhunderthalle
- 15/03/2003, Zurigo (Svizzera), Eventhalle 550
- 16/03/2003, Stoccarda (Germania), Messecongress B
- 21/03/2003, Adelaide (Australia), Thebarton Theatre
- 22/03/2003, Sydney (Australia), Convention Centre
- 23/03/2003, Melbourne (Australia), Palladium Casino
- 25/03/2003, Perth (Australia), Burswood Casino
- 29/03/2003, Atlantic City (Stati Uniti), Theatre Taj Mahal
- 30/03/2003, Connecticut (Stati Uniti)

Aprile
- 04/04/2003, Chicago (Stati Uniti), Theatre Gateway
- 05/04/2003, Montréal (Canada), Theatre Al Place des Arts
- 06/04/2003, Toronto (Canada), Theatre Hummingbird Center

Giugno
- 10/06/2003, Roma, Stadio Olimpico
- 13/06/2003, Milano
- 21/06/2003, Napoli, Stadio San Paolo
- 26/06/2003, Cosenza
- 28/06/2003, Foggia

Luglio
- 17/07/2003, Torino, Parco Chico Mendes
- 26/07/2003, Santa Maria di Leuca

Agosto
- 02/08/2003, Termoli
- 05/08/2003, Cagliari, Anfiteatro Romano
- 06/08/2003, Alghero
- 08/08/2003, Civitavecchia
- 09/08/2003, Terracina
- 11/08/2003, Villapiana
- 12/08/2003, Cosenza
- 14/08/2003, Barcellona (Spagna)
- 16/08/2003, Catania
- 17/08/2003, Palermo, Velodromo
- 19/08/2003, Cittanova
- 29/08/2003, Monte Carlo (Monaco), Sporting

Settembre
- 07/09/2003, Cassino
- 08/09/2003, Qualiano, Stadio S. Stefano

## Quanti Amori World Tour 2005
Quanti Amori World Tour 2005 è la tournée ufficiale, partita da Acireale ad Aprile 2005 e finita il Australia a Dicembre.
Segue l'uscita dell'album Quanti amori.

### Band
- Carmine Napolitano: batteria
- Roberto D'Aquino: Basso elettrico
- Francesco D'Alessio: Tastiere
- Roberto Della Vecchia: Tastiere
- Maurizio Fiordiliso: Chitarra classica
- Pippo Seno: chitarra elettrica
- Davide Cantarella: Percussioni
- Fabrizio Palma: Cori
- Rossella Ruini: Cori
- Luca Velletri: Cori
- Claudia Arvati: Cori

### Scaletta
- Non c'e vita da buttare
- Non mollare mai
- La donna che vorrei
- Miele
- Il cammino dell'età
- Le mani
- Medley Sanremo: (Non dirgli mai, Tu che ne sai, L'amore che non c'è)
- Un nuovo bacio
- Liberi da noi
- Fiore
- Insieme a lei
- Spiegame cherè
- Mon amour
- Una notte al telefono
- Medley: (Dove sei, Quel che resta del mio amore, Io vorrei,  Come in un film, Sei importante, Campioni nel cuore)
- Como suena el corazon
- La forza delle donne
- Baila
- Quanti amori

In alternanza nella scaletta erano inseriti i brani: Napule e un Medley: (Cient'anne, Annarè, Sotto le lenzuola, Fotomodelle un po' povere, 30 canzoni, Buongiorno, Di notte, Cumpagna mia, Portami con te)

### Date
Aprile
- 28/04/2005, Acireale, Palazzetto dello sport
- 29/04/2005, Reggio Calabria, Palapentimele

Maggio
- 02/05/2005, Milano, Filaforum
- 04/05/2005, Torino, Palastampa
- 06/05/2005, Bologna, Paladozza
- 07/05/2005, Padova, Palasport S.Lazzaro
- 09/05/2005, Trento, Nuovo Palasport
- 10/05/2005, Firenze, Nelson Mandela Forum
- 11/05/2005, Livorno, Palalgida
- 16/05/2005, Perugia, Palaevangelisti
- 20/05/2005, Genova, Palamazda

Giugno
- 02/06/2005, Zurigo (Svizzera), Palaghiaccio
- 10/06/2005, Salerno, Stadio Arechi
- 12/06/2005, Bari, Stadio San Nicola
- 19/06/2005, Palermo, Stadio Renzo Barbera
- 22/06/2005, Roma, Stadio Olimpico

Luglio
- 22/07/2005, Caserta, Stadio Pinto
- 24/07/2005, Chieti, Arena Civitella
- 29/07/2005, Martina Franca, Campo Sportivo

Agosto
- 04/08/2005, Patti, Campo Sportivo
- 05/08/2005, Mazara del Vallo, Campo Sportivo
- 07/08/2005, Vittoria, Campo Sportivo
- 09/08/2005, Amantea, Campo Sportivo
- 10/08/2005, Nicotera, Campo Sportivo
- 11/08/2005, Rossano, Campo Sportivo
- 13/08/2005, Soverato, Campo Sportivo
- 18/08/2005, Alba Adriatica, Campo Sportivo
- 20/08/2005, Anzio, Stadio Renato Reatini
- 25/08/2005, Viareggio, Torre del Lago Puccini
- 27/08/2005, Paestum, Templi

Settembre
- 03/09/2005, Subiaco, Campo Sportivo
- 04/09/2005, Cianciano, Parco Fucoli
- 18/09/2005, Napoli, Piazza del Plebiscito

## Gigi D'Alessio World Tour 2009
Gigi D'Alessio World Tour 2009 è la tournée ufficiale, partita da Roma il 6 novembre 2009, che ha toccato le principali città italiane. Continuerà nel 2010 proseguendo in tutto il mondo (Germania, Lussemburgo, Svizzera, Belgio, Francia, Canada e Australia), per chiudersi in primavera a Dubai.
Segue l'uscita dell'album 6 come sei.

### Band
- Fillipo Martelli: pianoforte
- Kekko D'Alessio: tastiere
- Roberto Della Vecchia: Tastiera elettronica|tastiere
- Maurizio Fiordiliso: chitarra elettrica
- Pippo Seno: chitarra elettrica
- Daniele Bonaviri: Chitarra classica - flamenco
- Arnaldo Vacca: Percussioni
- Roberto D'Aquino: Basso elettrico
- Alfredo Golino: batteria
- Fabrizio Palma: cori
- Claudio Arvati: cori
- Giulia Fasolino: cori

### Date Italiane
Novembre
- 6 novembre 2009, Roma, PalaLottomatica
- 7 novembre 2009, Roma, PalaLottomatica
- 10 novembre 2009, Barletta, Paladisfida
- 11 novembre 2009, Taranto, PalaMazzola
- 13 novembre 2009, Caserta, PalaMaggiò
- 14 novembre 2009, San Severo, Palasport Falcone e Borsellino
- 17 novembre 2009, Reggio Calabria
- 20 novembre 2009, Roseto degli Abruzzi, Palasport
- 22 novembre 2009, Torino, Palasport Olimpico
- 23 novembre 2009, Milano, Mediolanum Forum
- 24 novembre 2009, Milano, Mediolanum Forum
- 27 novembre 2009, Conegliano, Zoppas Arena
- 28 novembre 2009, Brescia

Dicembre
- 1º dicembre 2009, Alessandria, Teatro Tenda
- 3 dicembre 2009, Firenze, Nelson Mandela Forum
- 4 dicembre 2009, Bologna, PalaDozza
- 5 dicembre 2009, Varese, PalaWhirlpool
- 10 dicembre 2009, Eboli, PalaSele
- 12 dicembre 2009, Acireale, PalaTupparello

### Tappe Straniere
- Germania
- Lussemburgo
- Svizzera
- Belgio
- Francia
- Canada
- Australia
- Primavera 2010, Dubai - Data di chiusura

## "Questo sono io" World Tour 2010
"Questo sono io" World Tour 2010 è la tournée ufficiale, partita da Bari il 12 giugno 2010, che ha toccato le principali città italiane.

### Date
Giugno
- 12 giugno, Bari, Fiera del Levante
- 21 giugno, Matera, Cava del Sole

Luglio
- 4 luglio, Viareggio, La Cittadella
- 12 luglio, Venaria, Arena della Reggia
- 14 luglio, Lodi, Piazza della Vittoria
- 16 luglio, Rimini, Arena 105 Stadium

Agosto
- 5 agosto, Minturno, Anfiteatro Romano
- 7 agosto, Belpasso, Campo San Gaetano
- 10 agosto, Crotone, Stadio Ezio Scida
- 12 agosto, Montesilvano, Stadio Comunale Mastrangelo
- 13 agosto, Paestum, I Templi
- 17 agosto, Anzio, Villa Adele
- 18 agosto, Venosa, Piazza Castello
- 21 agosto, Ischia, Negombo
- 24 agosto, Cagliari, Anfiteatro Romano

## Chiaro World Tour 2012
Chiaro World Tour 2012 è la tournée ufficiale, partita da Termoli il 20 luglio 2012, che ha toccato le principali città italiane e molte città europee.
Segue l'uscita dell'album Chiaro.

### Band
- Maurizio Fiordiliso: Chitarra classica
- Francesco D'Alessio: Pianoforte e tastiere
- Rosario Jermano: Percussioni
- Claudia Arvati: cori
- Fabrizio Palma: cori
- Giulia Fasolino: cori
- Renato D'Aquino: Basso elettrico
- Alfredo Golino: batteria
- Pippo Seno: chitarra elettrica

### Scaletta
- Chiaro
- Libero
- Non riattaccare
- Io sarò per te
- Pericolosamenteinnamorata
- Apri le braccia
- Sono solo fatti miei
- C'era una volta un re
- Superamore
- Cronaca d'amore
- Medley italiano: (Dove sei, Primo appuntamento, L'amore che non c'è, Una notte al telefono, Insieme a lei, Quel che resta del mio amore, Tu che ne sai, Non mollare mai, Il cammino dell'età)
- Respirare
- Te voglio bene ancora
- Medley napoletano: (Annarè, Oj nenna né, Spiegame cherè, A voglia 'e ce vasà, Nessuno te lo ha detto mai)
- Cumm'e si femmena
- Vita
- Giorni
- Quanti amori
- Un nuovo bacio
- Como suena el corazon
- Mon amour
- Non dirgli mai

### Date
Luglio
- 20 luglio 2012, Termoli, Stadio Gino Cannarsa
- 24 luglio 2012, Roma, Centrale Live Foro Italico
- 26 luglio 2012, Cosenza, Piazza XV Marzo

Agosto
- 11 agosto 2012, Palmi, Stadio Giuseppe Lopresti
- 18 agosto 2012, Ischia, Negombo
- 21 agosto 2012, Palermo, Rassegna Castello a Mare - Porto
- 22 agosto 2012, Gela, Rotonda est di Macchitella

Settembre
- 19 settembre 2012, Napoli, Arena Flegrea
- 28 settembre 2012, Bari, Arena della Vittoria

Ottobre
- 19 settembre 2012, Charleroi (Belgio), PBA
- 20 settembre 2012, Colonia (Germania), Tanzbrunnen Köln
- 21 settembre 2012, Parigi (Francia), Olympia
- 26 settembre 2012, Liegi (Belgio), Forum
- 27 settembre 2012, Montreux (Svizzera), Casinò
- 28 settembre 2012, Zurigo (Svizzera), Kongresshaus

Novembre
- 6 novembre 2012, Torino, Palasport Olimpico
- 12 novembre 2012, Milano, Mediolanum Forum
- 16 novembre 2012, Eboli, PalaSele
- 30 novembre 2012, Nova Gorica (Slovenia), Casinò Perla

## Ora World Tour 2014
Ora Tour 2014 è la tournée ufficiale che ha toccato le molte città italiane e alcune in Canada e Stati Uniti.
Segue l'uscita dell'album Ora.

### Band
- Maurizio Fiordiliso: Chitarra
- Pippo Seno: Chitarra elettrica
- Carmine Napolitano: Batteria
- Roberto D'Aquino: Basso
- Roberto della Vecchia: Pianoforte
- Francesco D'Alessio: Tastiere
- Arnaldo Vacca: Percussioni

### Scaletta
- Prima o poi
- Quanti amori
- Cosa te ne fai di un altro uomo
- Chiaro
- Cronaca D'Amore
- Medley: (Primo appuntamento, Una notte al telefono, Dove sei, Non riattaccare, Il cammino dell'età)
- Prova a richiamarmi amore
- Un nuovo bacio
- Non dirgli mai
- Medley:(Annarè, Tu che ne sai, Sei importante, Le mani, Giorni)
- Occhi nuovi
- Vita
- Notti di lune storte
- Como suena el corazon
- Mon Amour
- Te voglio bene ancora
- Medley: (Apri le braccia, Liberi da noi, Oj nenna né, Quel che resta del mio amore, Canterò di te)
- Il falco e la rondine
- Si turnasse a nascere
- L'amore che non c'è
- Insieme a lei
- Nessuno te lo ha detto mai
- Non mollare mai
- Medley napoletano: (Cient'anne, Ll'e vulute tu, Cumm'e si femmena, Sotto le lenzuola, Mezz'ora fa, Na canzona nova, Cumpagna mia, Fotomodelle un po' povere, 30 canzoni, Chiove, Di notte, Meza bucia)
- Ora

### Date
Febbraio
- 07/02/2014, Montréal (Canada), Place Des Artes
- 08/02/2014, Toronto (Canada), Roy Thompson Hall
- 09/02/2014, Atlantic City (Stati Uniti), Tropicana
- 12/02/2014, Miami (Stati Uniti), Theatre
- 14/02/2014, Queens (Stati Uniti), Golden Auditorium
- 15/02/2014, Rochester (Stati Uniti), Kodak Teather
- 16/02/2014, Connecticut (Stati Uniti), Mohegan Sun

Marzo
- 20-21/03/2014, Roma, Gran Teatro
- 25-26-27/03/2014, Napoli, Palapartenope
- 30/03/2014, Acireale, Palasport

Aprile
- 02/04/2014, Bari, Teatro Team
- 04/04/2014, Firenze, Teatro Verdi
- 05/04/2014, Rimini, Stadium 105
- 08/04/2014, Torino, Palaolimpico
- 11-12/04/2014, Milano, Gran Teatro LINEAR4CIAK
- 15/04/2014, Padova, Gran Teatro GEOX

Luglio
- 11/07/2014, Cepagatti, Campo Sportivo N. MARCANTONIO
- 12/07/2014, Santi Cosma e Damiano
- 16/07/2014, Varallo Sesia, Piazza Vittorio Emanuele
- 18/07/2014, Salerno, Arena del mare
- 26/07/2014, Roma, Il Centrale live, Foro Italico
- 28/07/2014, Taormina, Teatro Antico

Agosto
- 02/08/2014, Palermo, Teatro di Verdura
- 09/08/2014, Galatone, Campo Sportivo Gigi Rizzo
- 20/08/2014, Pescara, Teatro D'Annunzio